# Концешти (Дамбовица)
Концешти (рум. Conțești) насеље је у Румунији у округу Дамбовица у општини Концешти. Oпштина се налази на надморској висини од 157 m.

## Становништво
Према подацима из 2011. године у насељу је живело 1384 становника.